# Angela
Angela ist ein weiblicher Vorname, der auch als Familienname vorkommt.

## Herkunft und Bedeutung
Beim Namen Angela handelt es sich um die weibliche Variante vom lateinischen Namen Angelus, der sich seinerseits vom altgriechischen ἄγγελος ángelos „Bote“, „Abgesandter“, „Engel“ ableitet, welches wiederum vom Persischen „angaros“ (Botenreiter) herrührt.
Der italienische Familienname geht ebenfalls auf Angelus zurück.

## Verbreitung
Der Name Angela [ˈæn.d͡ʒəl.ə] kam in Britannien und den USA vor allem seit dem 18. Jahrhundert in Mode. In den Vereinigten Staaten war er im ausgehenden 19. Jahrhundert nur selten in Gebrauch. Obwohl seine Popularität leicht zunahm, wurde er zu Beginn des 20. Jahrhunderts selten vergeben. Ein erneuter Anstieg der Beliebtheit startete in den 1940er Jahren. 1944 zog der Name erstmals in die Top-200 der Vornamenscharts ein. Zwölf Jahre später erreichte er die Hitliste der 100 beliebtesten Mädchennamen. Ihren Höhepunkt erreichte die Popularität des Namens in den 1960er und 1970er Jahren. Von 1965 bis 1979 fand er sich in der Top-10 der Hitliste. Seitdem sinkt seine Popularität. Seit 2003 zählt Angela nicht mehr zu den 100 meistgewählten Mädchennamen, zuletzt stand er in der Hitliste auf Rang 256 (2023). Ein ähnliches Bild zeigt sich in Kanada, wo Angela von 1957 bis 2003 in der Top-100 der Vornamenscharts stand. In Schottland stieg Angela bereits im Jahr 1948 in die Top-100 der Hitliste auf und verließ diese erst 43 Jahre später wieder. Von 1968 bis 1971 belegte der Name Rang 3 der Hitliste. Angelina erreichte in Australien die Top-100 erstmals im Jahr 1955. Nachdem der Name die Hitliste im darauffolgenden Jahr verlassen hatte, fand er sich von 1957 bis 2003 unter den 100 beliebtesten Mädchennamen, konnte die Top-10 jedoch nie erreichen. In Neuseeland zählte Angela von 1951 bis 1992 zur Top-100 der Vornamenscharts. Diese Hitliste erreichte der Name auch in den Jahren 1937 und 1998. In Irland verließ Angela die Hitliste der 100 beliebtesten Mädchennamen im Jahr 1985.
In Portugal erreichte Ângela [ˈɐ̃.ʒɨ.lɐ] zuletzt im Jahr 2015 die Top-100 der Vornamenscharts. In Brasilien gewann Ângela [ˈɐ̃.ʒe.lɐ] in der ersten Hälfte des 20. Jahrhunderts an Popularität. Vor allem in den 1950er bis 1980er Jahren erfreute sich der Name großer Beliebtheit und zählte zu den 100 meistgewählten Mädchennamen. Seine Popularität begann ab den 1970er Jahren zu sinken, sodass der Name heute nur noch selten vergeben wird.
Ángela [ˈan.xe.la] bzw. [ˈãŋ.xe.la] hat sich in Spanien unter den 100 beliebtesten Mädchennamen etabliert, jedoch sank seine Popularität zuletzt. Im Jahr 2022 belegte der Name in der Hitliste Rang 61. In Mexiko stand der Name im Jahr 2021 auf Rang 46. Demgegenüber verließ der Name in Chile die Top-100 bereits im Jahr 2018. Auch in Puerto Rico zählt Angela nicht mehr zu den beliebtesten Mädchennamen. Hier erreichte er die Hitliste der 100 meistgewählten Mädchennamen zuletzt im Jahr 2020.
In Italien hat sich der Name Angela [ˈan.d͡ʒe.la] in der Top-100 der Vornamenscharts etabliert. Zuletzt verlor er an Popularität. Im Jahr 2022 belegte er in der Hitliste Rang 96.
Der Name Angela zählte in der Schweiz bis 2004 zu den 100 beliebtesten Mädchenname. In Österreich erfreute sich der Name Angela [aŋˈɡeː.la] vor allem in den 1980er Jahren großer Beliebtheit. Bis 1988 fand er sich in der Top-100 der Vornamenscharts. Bis 2003 hielt er sich unter den 200 meistgewählten Mädchennamen, bevor er schließlich außer Mode geriet. In Deutschland wird Angela [ˈaŋ.ɡe.la] bzw. [ˈaŋ.ə.la] vor allem seit den 1930er Jahren vergeben. Von den 1940er bis in die 1980er Jahre hinein zählte er zu den 100 beliebtesten Mädchennamen. Ihren Höhepunkt erlebte die Popularität in den 1950er und 1960er Jahren. Mit Rang 13 erreichte er seine höchste Platzierung im Jahr 1960. In den 1990er Jahren geriet der Name außer Mode.

## Varianten

### Weibliche Varianten
- Albanisch: Anxhela
- Armenisch: Անժելա Anžela
  - Diminutiv: Անգելինա Angelina
- Belarusisch: Анжэла Anžėla
  - Diminutiv: Ангеліна Anhelina
- Bulgarisch: Анжела Anžela
  - Diminutiv: Ангелина Angelina
- Deutsch: Engel
  - Diminutiv: Angelina, Lina
- Englisch: Angel, Angelle
  - Diminutiv: Angelina, Angie, Lina
- Französisch: Ange, Angèle
  - Diminutiv: Angeline
- Griechisch: Άντζελα Ándzela
  - Diminutiv: Αγγελίνα Angelína
- Irisch: Aingeal
- Italienisch: Angiola
  - Sardisch: Ànghela
  - Diminutiv: Angelina, Lina
- Kroatisch: Anđela, Anđelka
  - Diminutiv: Anđa
- Litauisch: Angelė
- Mazedonisch: Ангела Angela
- Niederländisch
  - Diminutiv: Angelien, Angelina, Lieke
- Polnisch: Aniela
  - Diminutiv: Anielka, Nela
- Portugiesisch: Ângela
  - Diminutiv: Angelina
- Russisch: Ангела Angela, Анжела Anžela
  - Diminutiv: Ангелина Angelina, Анжелина Anželina
- Serbisch: Анђела Anđela, Анђелка Anđelka
  - Diminutiv: Анђа Anđa, Ангелина Angelina
- Spanisch: Ángela, Ángeles
  - Galicisch: Ánxela
  - Katalanisch: Àngela, Àngels
  - Diminutiv: Angelina, Angelita, Lina
    - Galicisch: Xela
    - Zentralamerika: Anielka
- Ungarisch: Angéla
- Ukrainisch: Анжела Anžela
  - Diminutiv: Ангеліна Anhelina
- Tschechisch: Anděla

### Männliche Varianten
- Bulgarisch: Ангел Angel
- Französisch: Ange
- Kroatisch: Anđelko, Anđelo
- Germanisch: Engel
- Griechisch: Άγγελος Ángelos
- Italienisch: Angelo, Angiolo
  - Sardisch: Ànghelu
  - Diminutiv: Angelino, Lino, Giotto
- Latein: Angelus
- Mazedonisch: Ангел Angel
  - Diminutiv: Ангјелко Angjelko
- Portugiesisch: Ângelo
  - Diminutiv: Angelino, Lino
- Rumänisch: Anghel
- Serbisch: Анђелко Anđelko
- Spanisch: Ángel
  - Baskisch: Aingeru
  - Galicisch: Anxo
  - Katalanisch: Àngel
  - Diminutiv: Angelino, Lino

## Namenstage
Die katholische Kirche begeht folgende Feiertage:
- 4. Januar – nach Angela von Foligno
- 27. Januar – nach Angela Merici
- 2. November – nach Angela Stolberg

## Bekannte Namensträgerinnen

### Vorname
Angela
- Angela von Foligno (1248–1309), katholische Heilige, Mystikerin und Mitglied im Dritten Orden der Franziskanerinnen
- Angela von und zu Liechtenstein (* 1958), liechtensteinische Prinzessin
- Angela Aames (1956–1988), US-amerikanische Schauspielerin
- Angela Addison (* 1999), englische Fußballspielerin
- Angela Adler (1877–1927), österreichische Malerin
- Angela Ahrendts (* 1960), US-amerikanische Managerin, Geschäftsführerin des Modeunternehmens Burberry
- Angela Akers (* 1976), US-amerikanische Beachvolleyballspielerin und -trainerin
- Angela Aki (* 1977), japanische Singer-Songwriterin
- Angela Alupei (* 1972), rumänische Ruderin
- Angela Alvarado, US-amerikanische Filmschauspielerin
- Angela Anderes (* 1919), Schweizer Eiskunstläuferin
- Angela Andersen (* 1960), deutsche Journalistin, Filmemacherin und Regisseurin
- Angela Ascher (* 1977), deutsche Schauspielerin
- Angela Atede (* 1972), nigerianische Hürdenläuferin
- Angela Maria Autsch (1900–1944), deutsche Nonne
- Angela Avetisyan (* 1988), armenisch-russische Jazzmusikerin
- Angela Baddeley (1904–1976), englische Schauspielerin
- Angela Bailey (1962–2021), kanadische Sprinterin
- Angela Bairstow (1942–2016), englische Badmintonspielerin
- Angela Bartens (* 1970), Linguistin und Hochschullehrerin an der Universität Turku
- Angela Bartz (* 1965), deutsche Politikerin (PDS, Die Linke)
- Angela Bassett (* 1958), US-amerikanische Schauspielerin
- Angela Baumgartner (* 1969), österreichische Politikerin (ÖVP)
- Angela Beard (* 1997), philippinische Fußballspielerin
- Angela Becker-Fuhr (* 1946), deutsche Malerin
- Angela Belcher (* 1968), US-amerikanische Materialwissenschaftlerin, Bioingenieurin und Hochschullehrerin
- Angela Berlis (* 1962), deutsche Hochschullehrerin und altkatholische Theologin
- Angela Bettis (* 1973), US-amerikanische Schauspielerin
- Angela Billingham, Baroness Billingham (* 1939), britische Politikerin (Labour), MdEP
- Angela Boddem (* 1961), deutsche Benediktinerin und Äbtissin der Abtei Varensell
- Angela Bofill (1954–2024), US-amerikanische R&B-Sängerin
- Angela Böhm (* 1956), deutsche Journalistin
- Angela Borgstedt (* 1964), deutsche Historikerin
- Angela Bowie (* 1949), US-amerikanische Autorin, Schauspielerin und Sängerin
- Angela van Brakel (* 1986), deutsche Fernsehmoderatorin und Reporterin
- Angela Braly (* 1961), US-amerikanische Managerin
- Angela Brand (* 1996), deutsche Schauspielerin
- Angela Braun-Stratmann (1892–1966), deutsche Journalistin und Politikerin der SPD
- Angela Hartley Brodie (1934–2017), US-amerikanische Pharmakologin
- Angela Brodtka (* 1981), deutsche Radrennfahrerin
- Angela Brower (* 1983), US-amerikanische Opernsängerin (Mezzosopran)
- Angela Brown (* 1953), US-amerikanische Blues-Sängerin
- Angela Browning (* 1946), britische Politikerin, Mitglied des House of Commons und Life Peer
- Angela Brunner (1931–2011), deutsche Schauspielerin
- Angela Bryan (* 1970), US-amerikanische Sozialpsychologin
- Angela Bulloch (* 1966), kanadische Künstlerin
- Angela Bundalovic (* 1995), dänische Schauspielerin
- Angela Burdett-Coutts, 1. Baroness Burdett-Coutts (1814–1906), britische Adlige und Phlantropin
- Angela Uhlig-van Buren (* 1952), deutsche Juristin
- Angela Buxton (1934–2020), britische Tennisspielerin
- Angela Calori, italienische Opernsängerin (Sopran)
- Angela Caracciolo Aricò (1940–2015), italienische Italianistin und Romanistin
- Angela Carter (1940–1992), britische Schriftstellerin
- Angela Cartwright (* 1952), britische Schauspielerin
- Angela Casini (* 1973), italienische Chemikerin
- Angela Caspary, deutsche Eiskunstläuferin
- Angela Chalmers (* 1963), kanadische Leichtathletin
- Angela Christ (* 1989), niederländische Fußballtorhüterin
- Angela Christlieb (* 1965), deutsche Schauspielerin und Regisseurin
- Angela Cifire (* 1959), sambische Politikerin, Gesundheitsministerin
- Angela Clarke (* 1975), australische Volleyball- und Beachvolleyballspielerin
- Angela Colley (* 1964), gambische Politikerin und Botschafterin
- Angela Constance (* 1970), schottische Politikerin (SNP)
- Angela Cook (* 1953), australische Mittel- und Langstreckenläuferin
- Angela Coughlan (1952–2009), kanadische Schwimmerin
- Angela Crawley (* 1987), schottische Politikerin
- Angela Cullen (* 1974), neuseeländische Physiotherapeutin
- Angela Daigle (* 1976), US-amerikanische Sprinterin
- Angela Daneu Lattanzi (1901–1985), italienische Bibliothekarin und Handschriftenforscherin
- Angela Davis (* 1944), US-amerikanische Bürgerrechtlerin, Soziologin und Schriftstellerin
- Angela Denoke (* 1961), deutsche Opern-, Lied- und Konzertsängerin (Sopran)
- Angela Deuber (* 1975), Schweizer Architektin
- Angela Dickson, walisische Badmintonspielerin
- Angela Diederichsen (* 1950), deutsche Juristin, Richter am Bundesgerichtshof
- Angela Dolgner (* 1955), deutsche Architektin und Kunsthistorikerin
- Angela Dorn (* 1982), deutsche Politikerin (Bündnis 90/Die Grünen), MdL
- Angela Marie Dotchin (* 1974), neuseeländische Schauspielerin und Model
- Angela Douglas (* 1940), britische Schauspielerin
- Angela Drechsler (1883–1961), deutsche Heimatforscherin und Musiklehrerin
- Angela Drexl (* 1968), deutsche Skirennläuferin
- Angela von den Driesch (1934–2012), deutsche Archäozoologin, Hochschullehrerin und Autorin
- Angela Duckworth (* 1970), US-amerikanische Psychologin
- Angela Dwyer (* 1961), neuseeländisch-deutsche Malerin
- Angela Eagle (* 1961), britische Politikerin, Mitglied des House of Commons
- Angela Eiter (* 1986), österreichische Kletterin
- Angela Elis (* 1966), deutsche Fernsehmoderatorin
- Angela Ellard (* 1961), US-amerikanische Juristin und stellvertretende Generaldirektorin der Welthandelsorganisation
- Angela Erbe (1942–2020), deutsche Ärztin und Autorin (SPD)
- Angela Erwin (* 1980), deutsche Rechtsanwältin und Politikerin (CDU), MdL
- Angela Escher (* 1985), Schweizer Politikerin (Grüne)
- Angela Faber (* 1961), deutsche Juristin
- Angela Farrell (* 1952), irische Schlagersängerin
- Angela Featherstone (* 1965), kanadische Schauspielerin
- Angela Fensch (* 1952), deutsche Fotografin, ehemaliges Fotomodell für Mode in der DDR
- Angela Ferrari (* 1961), Schweizer Sprachwissenschaftlerin
- Angela Fichtinger (* 1956), österreichische Politikerin (ÖVP), Abgeordnete zum Nationalrat
- Angela Fiedler (1952–2007), deutsche Ökonomin, Professorin für Ökonomie
- Angela Finger-Erben (* 1980), deutsche Fernsehmoderatorin und Journalistin
- Angela Fox (* 1976), US-amerikanische Komponistin, Sängerin, Chordirigentin, Tänzerin und Choreographin
- Angela Francke, deutsche Verkehrswissenschaftlerin
- Angela Franke (* 1957), deutsche Schwimmerin
- Angela Fraunheim (* 1964), deutsche Tischtennisspielerin
- Angela Frautschi (* 1987), Schweizer Eishockeyspielerin
- Angela Freimuth (* 1966), deutsche Politikerin (FDP), MdL
- Angela Freitas, osttimoresische Politikerin, Parteivorsitzende, Präsidentschaftskandidatin
- Angela Freitas (* 2001), osttimoresische Langstreckenläuferin und Olympiateilnehmerin
- Angela D. Friederici (* 1952), deutsche Neuropsychologin
- Angela Friedrich (* 1959), deutsche Politikerin (GAL, Bündnis 90/Die Grünen), MdHB
- Angela Fritzsch (* 1961), deutsche Fernsehmoderatorin
- Angela Frontera (* 1965), brasilianische Musikerin
- Angela Ganninger (* 1965), deutsche Diplomatin
- Angela Ganter (* 1976), deutsche Althistorikerin
- Angela Gehann-Dernbach (* 1958), deutsche Dirigentin, Organistin, Sängerin und Musikverlegerin
- Angela Genger (* 1947), deutsche Historikerin
- Angela Gerekou (* 1959), griechische Schauspielerin und Politikerin
- Angela Gerrits, deutsche Schriftstellerin und Hörspielautorin
- Angela Gheorghiu (* 1965), rumänische Opernsängerin (Sopran)
- Angela Glajcar (* 1970), deutsche Bildhauerin
- Angela Goethals (* 1977), US-amerikanische Schauspielerin
- Angela Gorr (* 1957), deutsche Politikerin (CDU), MdL
- Angela Gossow (* 1974), deutsche Death-Metal-Sängerin
- Angela Gotelli (1905–1996), italienische Politikerin
- Angela Grauerholz (* 1952), deutsch-kanadische Fotografin und Installationskünstlerin
- Angela Gregovic (* 1978), serbisch-italienische Schauspielerin
- Angela Gronenborn (* 1950), deutsch-amerikanische Chemikerin und Hochschullehrerin
- Angela Grosse (* 1955), deutsche Politikerin (SPD), MdHB
- Angela Grützmann (1937–2023), deutsche Politikerin (SPD)
- Angela Haardt (* 1942), deutsche Kuratorin
- Angela Hammitzsch (1883–1949), Halbschwester von Adolf Hitler
- Angela Hampel (* 1956), deutsche Malerin, Grafikerin und Objektkünstlerin
- Angela Hanka (1891–1963), österreichische Eiskunstläuferin
- Angela Harris, Baroness Harris of Richmond (* 1944), britische Politikerin, Life Peer und stellvertretende Speakerin im House of Lords
- Angela Hauck (* 1965), deutsche Eisschnellläuferin
- Angela Haynes (* 1984), US-amerikanische Tennisspielerin
- Angela Heide, österreichische Dramaturgin, Redakteurin, Theaterwissenschaftlerin und Kuratorin
- Angela Henke (* 1978), deutsche Juristin, Richterin am Bundesverwaltungsgericht
- Angela Hennessy (* 1953), englische Malerin
- Angela Hewitt (* 1958), kanadische Pianistin
- Angela Hillebrecht, deutsche Schauspielerin
- Angela Hobrig (* 1964), deutsche Schauspielerin
- Angela Hoffmann (* 1957), deutsche Schriftstellerin
- Angela Höhler-Knösel (* 1949), deutsche Rennrodlerin
- Angela Hohmann (* 1963), deutsche Politikerin (SPD), MdB
- Angela Hopf (* 1941), deutsche Malerin, Autorin, Herausgeberin, Cartoon-Schöpferin und Illustratorin
- Angela Huang (* 1983), deutsche Historikerin
- Angela Hucles (* 1978), US-amerikanische Fußballnationalspielerin
- Angela Hundsdorfer (* 1974), deutsche Schauspielerin, Regisseurin und Theaterpädagogin
- Angela Ittel (* 1967), deutsche pädagogische Psychologin
- Angela Jones, US-amerikanische Schauspielerin
- Angela Julcher (* 1973), österreichische Verfassungsjuristin, Hofrätin am VwGH, Ersatzmitglied des VfGH
- Angela Jursitzka (* 1938), österreichische Journalistin und Schriftstellerin
- Angela Kaindl (* 1975), deutsche Medizinerin, Neurobiologin und Hochschullehrerin
- Angela Kaiser-Lahme (* 1960), deutsche Historikerin
- Angela Kallhoff (* 1968), deutsche Philosophin
- Angela Kane (* 1948), deutsche beigeordnete Generalsekretärin der UN
- Angela Kang (* 1976), US-amerikanische Fernsehproduzentin, Drehbuchautorin und Showrunnerin
- Angela Karasch (* 1949), deutsche Bibliothekarin
- Angela Kaupp (* 1960), deutsche römisch-katholischer Theologin
- Angela Kennedy (* 1976), australische Schwimmerin
- Angela Kepler (* 1943), neuseeländische Naturwissenschaftlerin und Autorin
- Angela Keppler (* 1954), deutsche Soziologin, Medienwissenschaftlerin und Hochschullehrerin
- Angela Jurdak Khoury (1915–2011), libanesische Soziologin und Diplomatin
- Angela Kindling, deutsche Radrennfahrerin
- Angela King (* 1951), britische Speerwerferin
- Angela Kinsey (* 1971), US-amerikanische Schauspielerin
- Angela Klingler (* 1986), Schweizer Leichtathletin
- Angela Knight, US-amerikanische Romance-Autorin
- Angela Kokkola (1932–2017), griechische Politikerin (PASOK), MdEP
- Angela Kolb-Janssen (* 1963), deutsche Politikerin (SPD), MdL
- Angela Koller (* 1983), Schweizer Politikerin
- Angela Köninger (* 1976), deutsche Frauenärztin und Hochschullehrerin
- Angela Korwisi (* 1955), deutsche Politikerin (Die Grünen), MdL
- Angela Kovács (* 1964), schwedische Schauspielerin
- Angela Krauß (* 1950), deutsche Schriftstellerin
- Angela Kreuz (* 1969), deutsche Schriftstellerin
- Angela Krewani (* 1960), deutsche Medienwissenschaftlerin
- Angela Krislinzki, indisch-polnische Schauspielerin
- Angela Krumpen (* 1963), deutsche Autorin, Radiojournalistin und Moderatorin
- Angela Kulikov (* 1998), US-amerikanische Tennisspielerin
- Angela Kyriakou (* 1977), zyprische Fußballschiedsrichterassistentin
- Angela Lansbury (1925–2022), britische Schauspielerin, Synchronsprecherin und Autorin
- Angela Lehner (* 1987), österreichische Schriftstellerin
- Angela Lemppenau-Krüger (* 1942), deutsche Juristin, ehemalige Richterin und Gerichtspräsidentin
- Angela Lettiere (* 1972), US-amerikanische Tennisspielerin
- Angela Liebelt (* 1957), deutsche Volleyballspielerin
- Angela Lindner (* 1966), österreichische Politikerin (GRÜNE), Salzburger Landtagsabgeordnete
- Angela Lindvall (* 1979), schwedisch-US-amerikanisches Model und Schauspielerin
- Angela Litschev (* 1978), deutsch-bulgarische Lyrikerin
- Angela Ricci Lucchi (1942–2018), italienische Dokumentar- und Experimentalfilmerin
- Angela Lück (* 1959), deutsche Politikerin (SPD), MdL
- Angela Lueger (* 1965), österreichische Politikerin (SPÖ), Abgeordnete zum Nationalrat, Landtagsabgeordnete und Gemeinderätin, Mitglied des Bundesrates
- Angela Luther (* 1940), deutsche Terroristin, ehemals Mitglied der RAF
- Angela Maas (* 1959), deutsche Fernsehjournalistin
- Angela Malestein (* 1993), niederländische Handballspielerin
- Angela Mao Ying (* 1950), taiwanische Schauspielerin
- Angela Marquardt (* 1971), deutsche Politikerin (PDS, SPD), MdB
- Angela Martini (* 1986), albanisch-schweizerisches Model, Filmproduzentin und Modedesignerin
- Angela Maurer (* 1975), deutsche Schwimmerin
- Angela McCluskey (1960–2024), britische Sängerin und Songwriterin
- Angela McEwan (1934–2015), US-amerikanische Schauspielerin
- Angela McLean (* 1961), britische Biologin, die auf dem Gebiet der theoretischen Biologie arbeitet
- Angela McLean (* 1970), US-amerikanische Politikerin
- Angela Meder (* 1956), deutsche Primatologin
- Angela Melillo (* 1967), italienische Tänzerin, Fotomodell und Schauspielerin
- Angela Melitopoulos (* 1961), deutsche Installations-Video- und Klangkünstlerin
- Angela Merici (1474–1540), Ordensfrau, Gründerin der Ursulinen
- Angela Merkel (* 1954), deutsche Politikerin (CDU), MdB, Bundeskanzlerin der Bundesrepublik Deutschland (2005–2021)
- Angela Meryl, Stuntfrau und Schauspielerin
- Angela Metzger (* 1986), deutsche Konzertorganistin
- Angela Michalowsky (* 1951), deutsche Badmintonspielerin
- Angela Migliazza (* 1984), deutsche Fußballspielerin
- Angela Milne, australische Triathletin
- Angela Milner (1947–2021), britische Paläontologin
- Angela Morley (1924–2009), britische Komponistin und Dirigentin
- Angela Moroșanu (* 1986), rumänische Sprinterin
- Angela Morris, kanadische Jazzmusikerin (Tenorsaxophon, Flöte, Komposition)
- Angela Mortimer (* 1932), englische Tennisspielerin
- Angela Mudge (* 1970), schottische Berg- und Crossläuferin
- Angela Müller (* 1959), deutsche Politikerin (SPD), MdL
- Angela Duncan Naeth (* 1982), kanadische Duathletin und Triathletin
- Angela Neuke (1943–1997), deutsche Fotografin und Hochschullehrerin
- Angela Neumann (* 1960), deutsche Schauspielerin
- Angela Nikodinov (* 1980), US-amerikanische Eiskunstläuferin
- Angela Nikoletti (1905–1930), österreichische Lehrerin (Südtirol)
- Angela Oels (* 1972), deutsche Politikwissenschaftlerin
- Angela V. Olinto (* 1961), US-amerikanische Astronomin
- Angela Orthner (* 1948), oberösterreichische Landtagspräsidentin
- Angela Pabst (* 1957), deutsche Althistorikerin
- Angela Paton (1930–2016), US-amerikanische Schauspielerin
- Angela Petiti (* 1988), Schweizer Politikerin
- Angela Piggford (* 1963), britische Sprinterin
- Angela Piskernik (1886–1967), österreichisch-jugoslawische Botanikerin und Naturschützerin
- Angela Plöger (* 1942), deutsche Übersetzerin
- Angela Portaluri (* 1937), italienische Schauspielerin
- Angela Praesent (1945–2009), deutsche Übersetzerin, Verlagslektorin und Schriftstellerin
- Angela Pschigode (1937–1998), deutsche Schauspielerin
- Angela Punch McGregor (* 1953), australische Schauspielerin
- Angela Quast (* 1965), deutsche Schauspielerin und Synchronsprecherin
- Angela Ranft (* 1969), deutsche Radrennfahrerin (DDR)
- Angela Rayner (* 1980), britische Politikerin (Labour Party)
- Angela Recino (* 1966), italienische Journalistin und Regisseurin
- Angela Reisinger (* 1979), österreichische Jazzmusikerin (Gesang, Arrangement)
- Angela Richter (* 1970), deutsche Regisseurin
- Angela Richter (* 1952), deutsche Slawistin, Literaturwissenschaftlerin und Übersetzerin
- Angela Rinn (* 1961), deutsche evangelische Theologin
- Angela Rippon (* 1944), englische Fernsehmoderatorin und Nachrichtensprecherin
- Angela Robinson (* 1971), US-amerikanische Filmregisseurin
- Angela Rock (* 1963), US-amerikanische Volleyball- und Beachvolleyballspielerin
- Angela Rohr (1890–1985), österreichisch-sowjetische Ärztin und Schriftstellerin
- Angela Romei (* 1997), italienische Curlerin
- Angela Rösen-Wolff (* 1959), deutsche Medizinerin
- Angela de’ Rossi († 1573), italienische Adlige, Gattin von Vitello Vitelli und Alessandro Vitelli
- Angela Roy (* 1957), deutsche Schauspielerin
- Angela Rudzka (* 1984), deutsche Politikerin (AfD)
- Angela Ruggiero (* 1980), US-amerikanische Eishockeyspielerin
- Angela Russell (* 1967), australische Schwimmerin
- Angela Saini (* 1980), britische Wissenschaftsjournalistin und Buchautorin
- Angela Salem (* 1988), US-amerikanische Fußballspielerin
- Angela Salloker (1913–2006), österreichische Schauspielerin
- Angela Salvi (* 1988), kanadische Biathletin
- Angela Sandritter (* 1971), deutsche Schauspielerin
- Angela Sarafyan (* 1983), armenisch-amerikanische Schauspielerin
- Angela Sasse, deutsche Informatikerin
- Angela Schamberger (* 1967), deutsche Übersetzerin und Reiseleiterin
- Angela Schanelec (* 1962), deutsche Schauspielerin, Filmregisseurin und Drehbuchautorin
- Angela Scherz (* 1976), deutsche Schauspielerin
- Angela Schirò (* 1985), italienische Politikerin (Partito Democratico), Mitglied der Camera dei deputati
- Angela Schlabinger (* 1967), deutsche Schauspielerin
- Angela Schmid (* 1936), deutsche Schauspielerin
- Angela Schmid (* 1943), deutsche Politikerin (CDU), MdB
- Angela Schmidt-Foster (* 1960), kanadische Skilangläuferin
- Angela Schneider (* 1959), kanadische Ruderin
- Angela Schneider (* 1944), deutsche Politikerin (PDS), MdV, MdL
- Angela Schneider (* 1963), österreichische Schauspielerin und Sprecherin
- Angela Schneider (* 1943), deutsche Kunsthistorikerin und Kuratorin
- Angela Schneider-Forst (* 1963), deutsche Politikerin (CDU), MdL
- Angela Schoellig (* 1983), deutsche Informatikerin und Hochschullehrerin
- Angela Schönberger (* 1945), deutsche Kunsthistorikerin
- Angela Schorr (* 1954), deutsche Psychologin und psychologische Psychotherapeutin
- Angela Schrott (* 1965), deutsche Romanistin
- Angela Schuster (* 1967), deutsche Ruderin
- Angela Schüttrigkeit (1941–1980), deutsche Frau, Mordopfer
- Angela Schwerdtfeger (* 1980), deutsche Hochschullehrerin und Rechtswissenschaftlerin
- Angela Scoular (1945–2011), britische Schauspielerin
- Angela Smecca (* 1974), deutsche Sängerin
- Angela Smith (* 1953), englische Squashspielerin
- Angela Christine Smith (* 1961), britische Politikerin, Mitglied des House of Commons
- Angela Smith, Baroness Smith of Basildon (* 1959), britischer Politiker, Mitglied des House of Commons
- Angela Sommer-Bodenburg (* 1948), deutsche Kinderbuchautorin
- Angela Spook (1954–2020), deutsche Komödiantin, Düsseldorfer Stadtoriginal
- Angela Springmann (* 1960), deutsche Filmeditorin
- Angela Stachowa (1948–2022), deutsch-sorbische Schriftstellerin und Politikerin (SED, parteilos), MdB
- Angela Stadtherr (1899–1983), österreichische Metallbildhauerin und Spenglermeisterin
- Angela Standhartinger (* 1964), deutsche Theologin und Professorin für Neues Testament
- Angela Steidele (* 1968), deutsche Autorin
- Angela Steinbach (* 1955), deutsche Schwimmerin
- Angela Steinmüller (* 1941), deutsche Science-Fiction-Autorin
- Angela Stent (* 1947), britisch-US-amerikanische Expertin für Außenpolitik
- Angela Stifft-Gottlieb (1881–1941), österreichische Prähistorikerin und Museumsleiterin
- Angela Stöckl-Wolkerstorfer (* 1968), österreichische Politikerin (ÖVP), Bundesrätin
- Angela Strehli (* 1945), US-amerikanische Bluessängerin, Songwriterin und Bluesgeschichtsforscherin
- Angela Stresemann (* 1952), deutsche Schauspielerin
- Angela Summers (* 1964), US-amerikanische Pornodarstellerin
- Angela Tanui (* 1992), kenianische Langstreckenläuferin
- Angela Thomas (* 1948), Schweizer Kunsthistorikerin
- Angela Tillmann (1957–2025), deutsche Politikerin (SPD), MdL
- Angela Titzrath (* 1966), deutsche Managerin
- Angela Tong (* 1975), kanadische Schauspielerin chinesischer Herkunft
- Angela Travnik (1887–1943), slowenische Widerstandskämpferin
- Angela Treiber (* 1962), deutsche Volkskundlerin
- Angela Trimbur (* 1981), US-amerikanische Schauspielerin
- Angela K. Turner (* 1954), britische Ornithologin
- Angela Varnbüler (1441–1509), Schweizer Priorin
- Angela Visser (* 1966), niederländische Schönheitskönigin und Schauspielerin
- Angela Voigt (1951–2013), deutsche Leichtathletin und Olympiasiegerin
- Angela Walker (* 1974), US-amerikanische Gewerkschafterin sowie Bus- und Lastwagenfahrerin
- Angela Watson (* 1975), US-amerikanische Schauspielerin
- Angela Webber (1954–2007), australische Autorin, TV-Autorin, Produzentin und Comedian
- Angela Werner, deutsche Handballspielerin
- Angela Weschler (1896–1961), austroamerikanische Pianistin und Klavierpädagogin
- Angela Weyer (* 1964), deutsche Kunsthistorikerin
- Angela White (* 1985), australische Pornodarstellerin und Pornofilm-Regisseurin
- Angela Whyte (* 1980), kanadische Hürdenläuferin
- Angela Wicharz-Lindner (* 1954), deutsche Übersetzerin
- Angela Wiederhut (* 1976), deutsche Synchronsprecherin
- Angela Wiedl (* 1967), deutsche Sängerin volkstümlicher Musik
- Angela Williams (* 1980), US-amerikanische Sprinterin
- Angela Winbush (* 1955), US-amerikanische R&B-Sängerin, Songschreiberin und Produzentin
- Angela Winkler (* 1944), deutsche Schauspielerin
- Angela Zachepa, Politikerin in Malawi
- Angela Zigahl, deutsche Lehrerin und Politikerin (Zentrum), MdL
- Angela Zumpe (* 1953), deutsche Medienkünstlerin, Filmemacherin und Malerin

Ángela
- Ángela Acuña Braun (1888–1983), costa-ricanische Diplomatin
- Ángela Aguilar (* 2003), mexikanisch-amerikanische Sängerin
- Ángela de la Cruz (1846–1932), spanische Ordensgründerin, als katholische Heilige verehrt
- Ángela Barón (* 2003), kolumbianisch-US-amerikanische Fußballspielerin
- Ángela Becerra (* 1957), kolumbianische Autorin
- Ángela Carrasco (* 1951), dominikanische Sängerin
- Ángela Cremonte, argentinisch-spanische Schauspielerin und Model
- Ángela Figuera Aymerich (1902–1984), spanische Schriftstellerin
- Ángela Figueroa (* 1984), kolumbianische Mittelstrecken- und Hindernisläuferin
- Ángela Fita Boluda (* 1999), spanische Tennisspielerin
- Ángela Ginard Martí (1894–1936), spanische römisch-katholische Ordensschwester, Märtyrerin und Selige
- Ángela Gurría (1929–2023), mexikanische Bildhauerin
- Ángela Lobato Herrero (* 1992), spanische Beachvolleyballspielerin
- Ángela Molina (* 1955), spanische Schauspielerin
- Ángela Nzambi (* 1971), äquatorialguineische Schriftstellerin, Feministin und Menschenrechtsaktivistin
- Ángela de Oliveira Cézar de Costa (1860–1940), argentinische Friedensaktivistin
- Ángela Peralta (1845–1883), mexikanische Opernsängerin und Komponistin
- Ángela Pradelli (* 1959), argentinische Schriftstellerin
- Ángela Pumariega (* 1984), spanische Seglerin
- Ángela Rivas (* 1989), kolumbianische Kugelstoßerin
- Ángela Ruiz Robles (1895–1975), spanische Erfinderin und Lehrerin
- Ángela Salvadores (* 1997), spanische Basketballspielerin
- Ángela Tenorio (* 1996), ecuadorianische Sprinterin
- Ángela Vallina (* 1959), spanische Politikerin, MdEP
- Ángela Vallvey (* 1964), spanische Autorin

Ângela
- Ângela Carrascalão (* 1951), portugiesisch-osttimoresische Journalistin, Autorin, Hochschullehrerin, Politikerin und Diplomatin
- Ângela Corvelo (* 1970), osttimoresische Politikerin
- Ângela Ferreira (* 1958), portugiesisch-südafrikanische Künstlerin
- Ângela Figueiredo (* 1961), brasilianische Schauspielerin
- Ângela Lavalle (* 1981), brasilianische Beachvolleyballspielerin

Angéla
- Angéla Diósi-Moravcsik (* 1996), ungarische Speerwerferin
- Angéla Németh (1946–2014), ungarische Leichtathletin und Olympiasiegerin

### Familienname
- Alberto Angela (* 1962), italienischer Wissenschaftsjournalist und Sachbuchautor
- Piero Angela (1928–2022), italienischer Wissenschaftsjournalist, Fernsehmoderator und Essayist
- Ramsey Angela (* 1999), niederländischer Leichtathlet
- Sharon Angela, US-amerikanische Schauspielerin, Drehbuchautorin und Filmregisseurin
- Theodora Angela, Prinzessin von Byzanz, Herzogin von Österreich und der Steiermark, Zisterzienserin